# Paint the Sky with Stars
Paint the Sky with Stars is een verzamelalbum van de Ierse muzikante Enya en het bevat een selectie van haar bekendste nummers, aangevuld met twee nieuwe tracks: "Paint the Sky with Stars" en "Only If..."

## Nummers
Alle songs zijn geschreven door Enya met teksten van Roma Ryan, met uitzondering van "Marble Halls" (Traditional).
1. "Orinoco Flow" – 4:26
2. "Caribbean Blue" – 3:58
3. "Book of Days" – 2:56
4. "Anywhere Is" – 3:46
5. "Only If..." – 3:19
6. "The Celts" – 2:57
7. "China Roses" – 4:40
8. "Shepherd Moons" – 3:40
9. "Ebudæ" – 1:52
10. "Storms in Africa" – 4:11
11. "Watermark" – 2:26
12. "Paint the Sky with Stars" – 4:15
13. "Marble Halls" – 3:55
14. "On My Way Home" – 3:38
15. "The Memory of Trees" – 4:19
16. "Boadicea" – 3:28

## Singles
Only If... is uitgebracht met andere eerder onuitgebrachte singles Willows On The Water en Oíche Chiún ("Silent Night") als bijgevoegde tracks.
Boadicea is gesampled door de Fugees op hun hit Ready or Not; verder is het gesampled door Mario Winans op zijn hit I Don't Wanna Know.